# Santos Tito
Santos Javier Tito Véliz (Oruro, Bolivia; 30 de enero de 1964) es ingeniero, político y ex senador boliviano. Fue el Primer Gobernador del Departamento de Oruro desde el 30 de mayo de 2010 hasta el 30 de mayo de 2015, Gerente del Fondo de Inversión Productiva y Social desde el 21 de julio de 2015 al 7 de octubre de 2016, actualmente es Embajador Extraordinario y Plenipotenciario del Estado Plurinacional de Bolivia en la República Argentina desde el 1.º de noviembre de 2016 durante el tercer gobierno del presidente Evo Morales Ayma.

## Biografía
Santos Tito nació el 30 de enero de 1964 en la ciudad de Oruro, Bolivia. Empezó sus estudios primarios en la Escuela Luis Mario Careaga (1.º-1970 a 6.º-1975) y culminó sus estudios secundarios en el Colegio Nacional Simón Bolívar (1976-1981) de su ciudad natal. Continuó sus estudios superiores ingresando a la Facultad Nacional de Ingeniería (FNI) Universidad Técnica de Oruro (UTO) llegando a graduarse como Ingeniero Eléctrico en la Mención de Sistemas de Control.
En 1991, Tito empezó a trabajar como electricista en la empresa LAMINOR, para luego trabajar como asistente de obra y responsable en la empresa PROTEC.
Desde 1992 comienza a desarrollar su carrera, empezando a trabajar en la Fábrica de Cemento de Viacha (Departamento de La Paz), Santos Tito fue responsable del mantenimiento de hornos de "Clinkerización", de la instalación de refractarios, fue parte del departamento de Producción, como Panelista, luego como Jefe de Planta y Superintendente Alternativo, fue Inspector Eléctrico y Supervisor Eléctrico del departamento de Mantenimiento. Además de haber prestado apoyo a otras fábricas de cemento como la de Warnes (departamento de Santa Cruz), la fábrica de El Puente (departamento de Tarija) y la fábrica de EMISA (departamento de Oruro), concluye el año 2005.
Tito participó también en diversas actividades culturales y deportivas de fútbol y fútbol de salón; llegó al máximo nivel de ambas asociaciones en el Departamento de Oruro.

## Vida política

### Senador de Oruro (2006-2010)
Ingresó a la política nacional del país se hizo al más alto nivel. Santos Tito, representando al Departamento de Oruro fue elegido como Senador de Bolivia en las elecciones presidenciales de Bolivia de 2005 por el partido del Movimiento al Socialismo (MAS). Fue posesionado en enero de 2006.
Durante el lapso de tiempo que estuvo como Senador, Tito fue Presidente del Comité de Salud, Seguridad Social y Saneamiento Básico (2006); Presidente de la Comisión de Industria, Comercio, Turismo, Ciencia y Tecnología (2007); Presidente del Comité de Lucha contra el Tráfico Ilícito de Drogas (2008) y Segundo Secretario de la Directiva de la Cámara de Senadores (2009).

## Gobernador de Oruro (2010-2015)
En marzo de 2010, Santos Tito postuló como candidato oficialista del gobierno, al cargo de gobernador del Departamento de Oruro en las elecciones subnacionales. El 4 de abril de 2010 salió ganador de los comicios con 59,6%, siendo posesionado por el Presidente de Bolivia Evo Morales Ayma como Primer Gobernador del Departamento de Oruro, acto oficial que se llevó a cabo en la Casa de la Libertad de la ciudad de Sucre (capital del país) el 30 de mayo de 2010.
Santos Tito dejó el cargo, luego de cumplir su mandato, de Gobernador de Oruro a su sucesor Víctor Hugo Vásquez el 30 de mayo de 2015.

## Gerente del Fondo de Inversión Productiva y Social, FPS-ORURO (2015-2016)
Llevó adelante Programas de Gobierno del Estado Plurinacional de Bolivia, como proyectos de desarrollo social y proyectos de desarrollo productivo en los 35 Gobiernos Autónomos Municipales del Departamento de Oruro, desde el 21 de julio de 2015 al 7 de octubre de 2016.

## Embajador Extraordinario y Plenipotenciario del Estado Plurinacional de Bolivia ante la República Argentina
Designado por el presidente Constitucional del Estado Plurinacional de Bolivia, Evo Morales. Entregó y defendió su plan de trabajo en la Cámara de Senadores de la Asamblea Plurinacional de Bolivia, en la Comisión de Política Internacional, en fecha 31 de agosto de 2016. Cumple funciones, en Buenos Aires - Argentina, desde el 1.º de noviembre de 2016.